# Closen (Adelsgeschlecht)

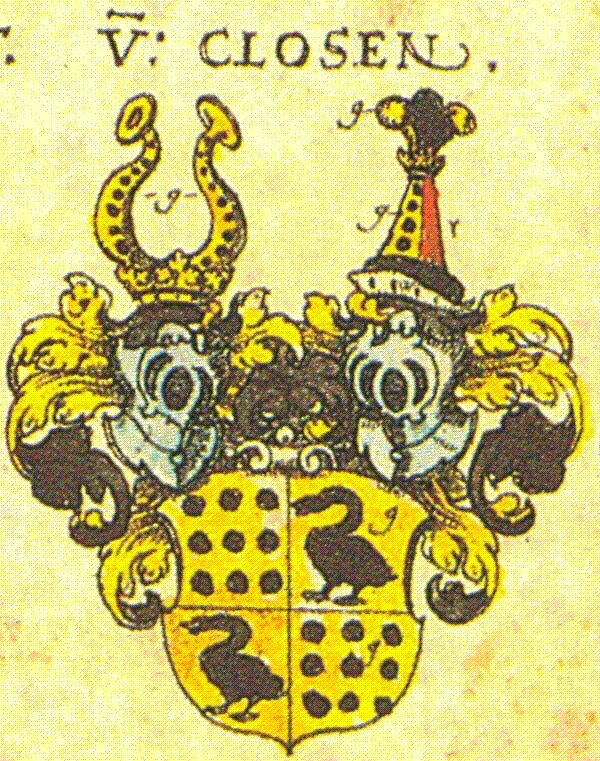
Familienwappen nach Siebmachers Wappenbuch

Das Geschlecht Closen war ein mächtiges und einflussreiches bayerisches und rheinisches Adelsgeschlecht. Sie waren in Schwaben, am Rhein und vor allem zwischen Inn und Isar begütert. Im 18. Jahrhundert erlebten die Closen ihre Blütezeit. Mit dem Tod Karls von Closen im Jahr 1856 starb das Geschlecht aus.

## Geschichte

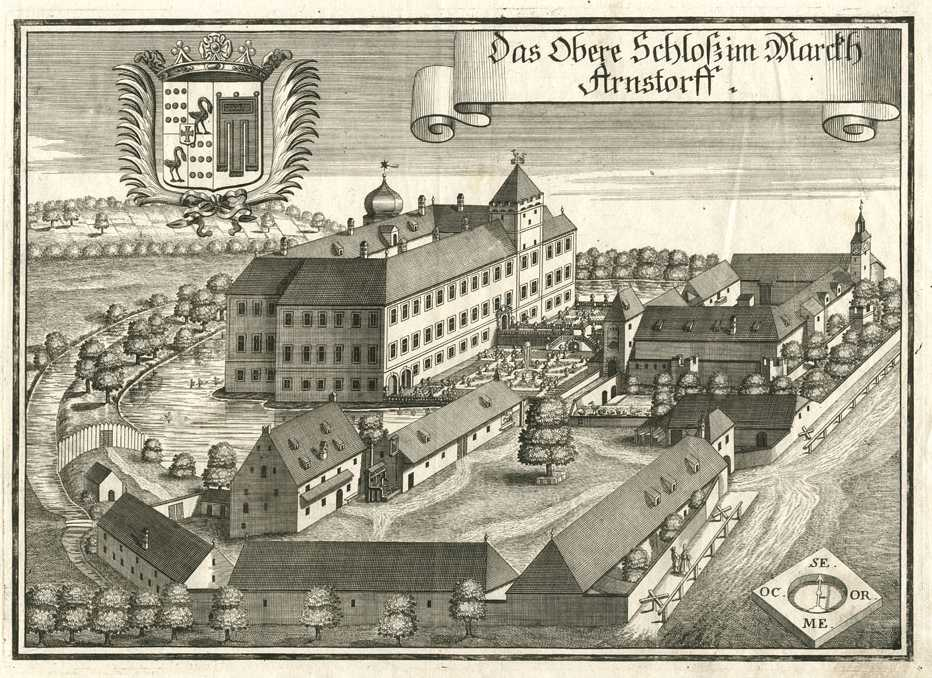
Oberes Schloss Arnstorf nach einem Stich von Michael Wening von 1721

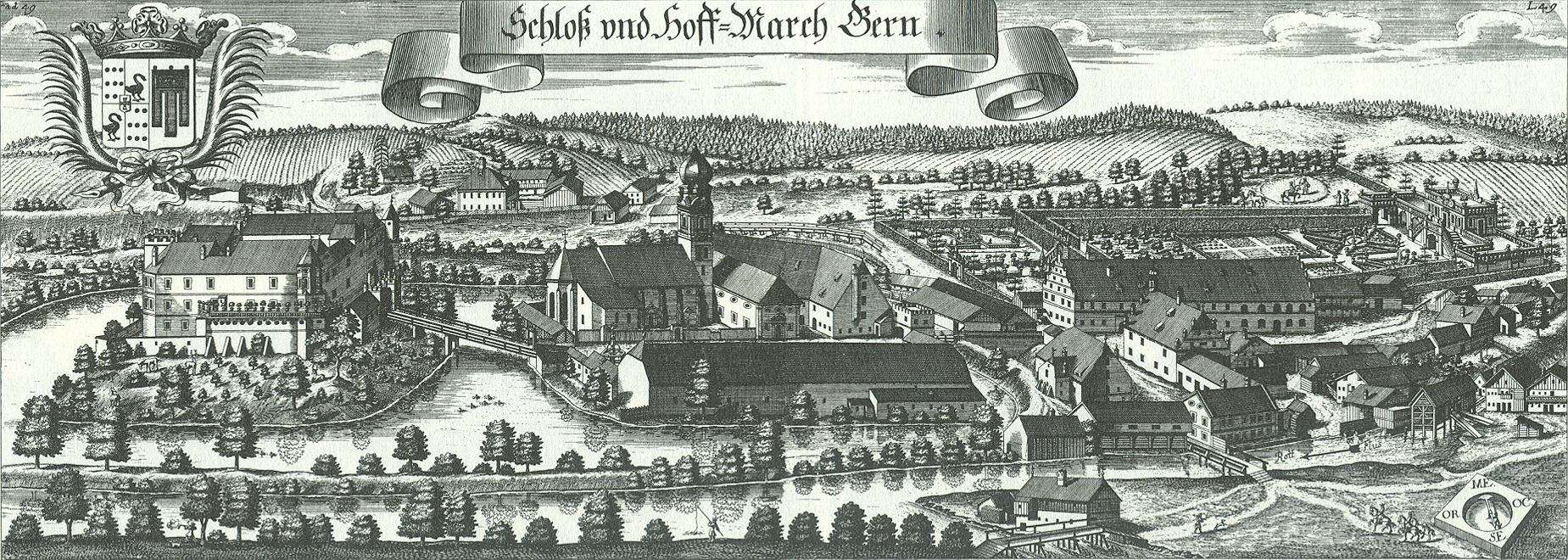
Schloss Gern nach einem Stich von Michael Wening von 1721

Die Closen zählten zu den einflussreichsten Adelsgeschlechtern Bayerns. Sie hatten oft hohe Ämter inne und waren herzoglich- und später kurfürstlich-bayerische Beamte. Stets waren sie dabei mit wichtigen Aufgaben am Hof beauftragt. Das Geschlecht spaltete sich bald in mehrere Linien auf. Während ihrer einflussreichsten Zeiten hatten die Closen 18 Hofmarken in ihrem Besitz und 340 einschichtige Bauerngüter als Untertanen.
Die Herkunft der Closen ist bislang ungeklärt. Bald nach Erscheinen des Geschlechts im 12. Jahrhundert in Niederbayern fassten sie Fuß in Arnstorf, welches ihr Stammsitz wurde. Diesen sollten sie volle sechs Jahrhunderte halten. Des Weiteren saßen sie in Niederbayern auf Schloss Gern bei Eggenfelden, in Mariakirchen, in Haidenburg, in Stubenberg und in Oberpöring.
Gern gelangte nach 1290 als herzogliches Lehen an die von Closen zu Arnstorf. 1348 erwarb Albrecht I. zu Arnstorf und Stubenberg diese endgültig durch Kauf. 1458 erwarben Alban und Hans von Closen die Hofmark Mariakirchen. Diese verblieb bis 1678 im Besitz der Familie. Durch das Aussterben des Geschlechts der Frauenberger im Jahre 1508 bekam Alban von Closen, Schwiegersohn des letzten Frauenbergers, Teile der Herrschaft Haidenburg als Erbe. Gemeinsam mit seinem Bruder sicherte er sich durch Kauf und geschickte Verträge deren Besitz endgültig. Die Closen betrieben daraufhin eine stetige Erweiterung der Güter um Haidenburg. Im Dezember 1519 verlieh Herzog Wolfgang IV. Alban von Closen das heimgefallene Ehrenamt des niederbayerischen Erbmarschalls. Dieses hatte zuvor das Geschlecht der Pfaffinger inne.
Mitte des 16. Jahrhunderts erlangte die Linie zu Haidenburg durch drei Geschwister großen kirchlichen Einfluss. Wolfgang von Closen wurde 1555 Bischof von Passau, Margarete wurde Reichsäbtissin von Niedernburg und Anna Kathrin Reichsäbtissin von Frauenchiemsee.
Durch Heirat einer Tochter der Ehingener gelang es den Closenern, deren Erbe im Jahre 1608 anzutreten. Im Jahre 1670 erwarb Franz von Closen zu Haidenburg, kurfürstlicher Rat und Kämmerer, von Johann Wilhelm Podtmoski die Hofmark Altrandsberg in der heutigen Oberpfalz. Jedoch bereits sechs Jahre später veräußerte er diese wiederum an Hans Wolfgang von Leoprechting. Kurz vor Ende des Jahrhunderts, 1694, erwarb das Geschlecht Schloss und Hofmark Schönburg bei Pocking.
Zu Lebzeiten Ludwigs XIV. von Frankreich war Ludwig von Closen in dessen Diensten. Er diente diesem unter anderem als Kommandant der königlichen Leibgarde. Zwischen 1746 und 1795 waren die Closen in Besitz des Sitzes zu Sickalsberg. Im Jahre 1762 verlor das Geschlecht trotz Klage Karls von Closen durch Gerichtsprozess die Hofmark Haidenburg an die Grafen von Taufkirchen. Wenige Jahre später, 1766, erhielt das Geschlecht den Grafentitel verliehen.
Mit dem Tod des kinderlosen Staatsrats Karl von Closen im Jahre 1856 starb das Geschlecht aus. Aufgrund seines Wirkens ist heute das Gymnasium zu Eggenfelden nach ihm benannt.
Bei der Gemeindebildung 1818 durch das Gemeindeedikt in Bayern setzte das Patrimonialgericht Arnstorf der Familie von Closen gegenüber dem Landgericht Eggenfelden die patrimonialgerichtische Konstituierung des Marktes selbst und der Gemeinden Jägerndorf und Hainberg durch. Aufgrund einer Eheschließung aus dem Jahre 1847 fielen die Güter der Closen an die Grafen von Deym. 1848 wurde das Patrimonialgericht Arnstorf aufgelöst.
Direkte Nachfahren der Closen leben noch heute, dies sind die erwähnten Grafen von Deym und die Freiherren von Günderode-Closen.
Nach einer Linie der Familie, die zum Hofstaat Pfalz-Zweibrücken gehörte, ist das Naturschutzgebiet Closenbruch in Homburg benannt.

## Sage zum Ursprung
Laut einer Sage gilt Jörg von Mühlberg als ältester des Geschlechts. Dieser nahm 1132 am Turnier in Regensburg des Grafen von Leonsberg (heute Ortsteil von Pilsting) teil. Jörg gewann bei diesem Turnier triumphal das Stechen. Seinen Preis erhielt er aus den Händen der Tochter des Grafen, Sigaun, in die er sich sofort verliebte. Daraufhin entführte Jörg Sigaun und heiratete sie heimlich. Ihr Vater suchte vergebens nach seiner Tochter, verwüstete dabei jedoch Jörgs gesamte Besitzungen. Sigaun gebar neben weiteren Kindern auch einen Sohn, Jörg. Sie lebte mit ihren Kindern jahrelang in Abgeschiedenheit in den Aulandschaften der Isarmündung mitsamt einem Uttenschwalb. Eine ihrer Töchter heiratete später den Grafen von Ortenburg. Ihr Sohn Jörg hingegen kehrte wieder auf die väterlichen Güter zurück und nannte sich „der Klausner“. Da der Uttenschwalb ihn durch seine Kindheit begleitete, nahm er diesen mit in das Wappen seines Geschlechtes auf. Jörg gilt als Ahnherr derer von Closen.

## Persönlichkeiten
- Wolfgang von Closen (* 1503; † 1561), 1555–1561 Bischof von Passau
- Margarete von Closen, Reichsäbtissin von Passau-Niedernburg
- Anna Kathrina von Closen, Reichsäbtissin von Frauenchiemsee
- Hans Urban von Closen zu Heidenburg († 9. Januar 1626), Erblandesmarschall aus Bayern und später der Besitzer von Kilchberg bei Tübingen
- Karl Christian Wilhelm von Closen (* 1718; † 1764), General, erster Kommandeur des Regiments Royal Deux-Ponts
- Carl August Wilhelm von Closen (* ca. 1754; † 1776), Mitglied des Göttinger Hainbundes
- Hans Christoph Ludwig von Closen (* 1755; † 1830),[13] französischer General, Unterpräfekt zu Simmern[14], Teilnehmer am Amerikanischen Unabhängigkeitskrieg
- Karl Ferdinand Heinrich von Closen (* 1786, † 1856),[15] bayerischer Staatsmann

## Wappen

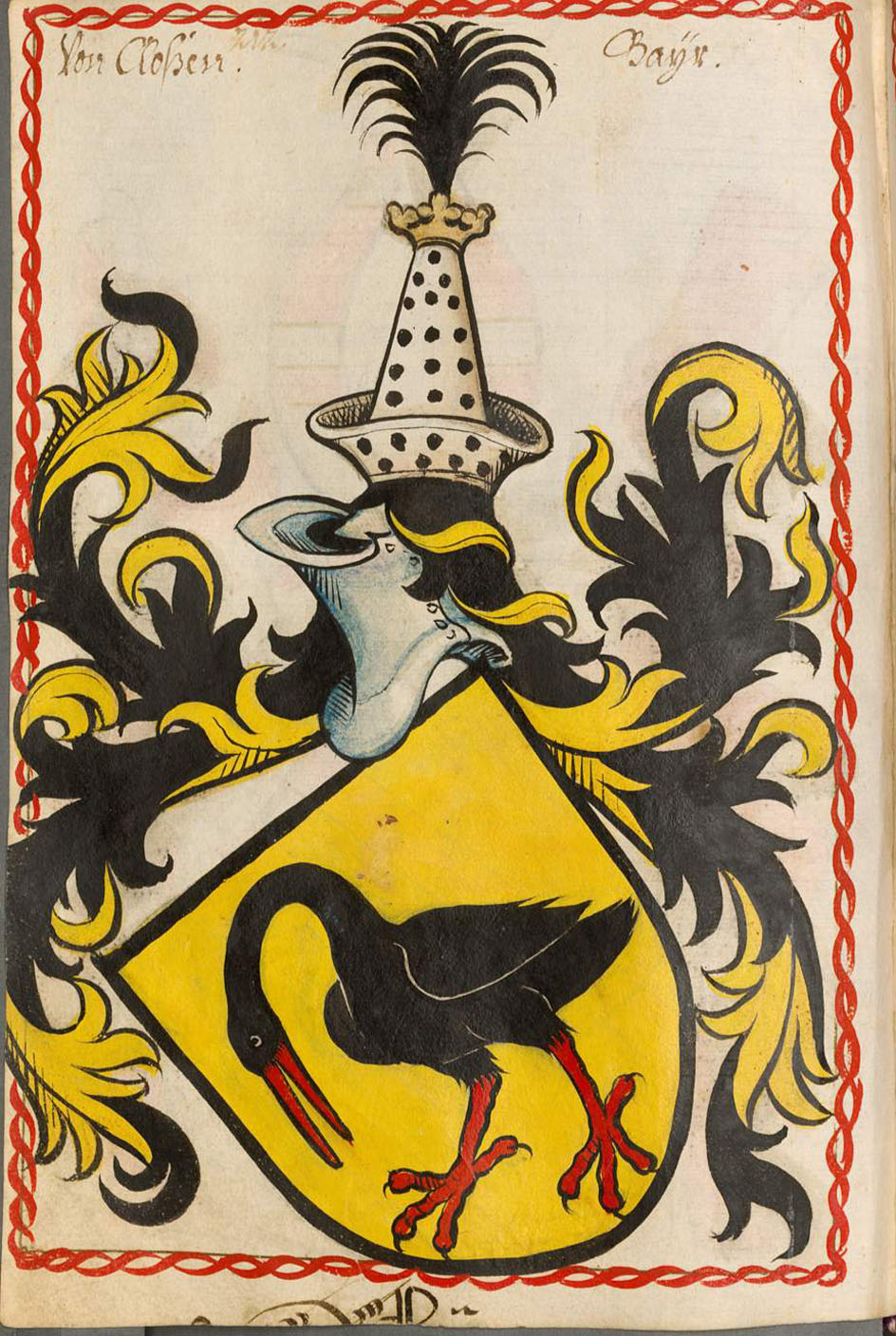
Scheiblersches Wappenbuch
(Variante der Gerner Linie)

Im Wappenbuch des churbayrischen Adels (Copie eines Originals von 1560), Band 1 – BSB Cgm 1508, (Image 00042), Bayerische Staatsbibliothek, ist der einfache, ungeteilte Schild (Scheibler) mit Herren von Kloßen zu Gern und Händenburg überschrieben, während der geviertelte Schild (Siebmacher) den von Closen in Niederbayern zugeordnet ist. (Image 00043)